# Tetrardisia denticulata
Tetrardisia denticulata là một loài thực vật có hoa trong họ Anh thảo. Loài này được (Blume) Mez miêu tả khoa học đầu tiên năm 1902.